# 浪速東
浪速東（なにわひがし）は、大阪府大阪市浪速区の町名。現行行政地名は浪速東一丁目から浪速東三丁目。

## 地理
浪速区の南西部に位置し、東に大国、西に浪速西、南に西成区、北に塩草と接している。

## 歴史
元は西成郡西浜町、木津村の各一部。日本大学教授・井上貞蔵によると「西浜には金持ちが多く、問屋格のものが軒をならべ、革成金と称せらるる部類の人がかなりある」という。
大阪市南区編入から3年後の1900年（明治33年）に西浜北通、西浜中通、西浜南通、木津北島町の町名が成立。1921年（大正10年）に木津北島町を栄町に改称。
1922年（大正11年）、部落差別の撤廃をめざして当地で「西濱水平社」が結成された。1925年（大正14年）に浪速区へ転属。
1962年（昭和37年）に西浜北通（4丁目を除く）、西浜中通、西浜南通、栄町のそれぞれ新なにわ筋以東を浪速町東に改編。1980年（昭和55年）に一部を塩草、大国へ割譲し、浪速東の現行行政地名を実施。

## 世帯数と人口
2019年（平成31年）3月31日現在の世帯数と人口は以下の通りである。
| 丁目         | 世帯数  | 人口    |
| ------------ | ------- | ------- |
| 浪速東一丁目 | 120世帯 | 173人   |
| 浪速東二丁目 | 297世帯 | 511人   |
| 浪速東三丁目 | 348世帯 | 571人   |
| 計           | 765世帯 | 1,255人 |

### 人口の変遷
国勢調査による人口の推移。
| 1995年（平成7年）  | 1,790人 | [ 7 ]  |  |
| 2000年（平成12年） | 1,575人 | [ 8 ]  |  |
| 2005年（平成17年） | 1,415人 | [ 9 ]  |  |
| 2010年（平成22年） | 998人   | [ 10 ] |  |
| 2015年（平成27年） | 1,061人 | [ 11 ] |  |

### 世帯数の変遷
国勢調査による世帯数の推移。
| 1995年（平成7年）  | 722世帯 | [ 7 ]  |  |
| 2000年（平成12年） | 698世帯 | [ 8 ]  |  |
| 2005年（平成17年） | 661世帯 | [ 9 ]  |  |
| 2010年（平成22年） | 506世帯 | [ 10 ] |  |
| 2015年（平成27年） | 535世帯 | [ 11 ] |  |

## 経済

### 産業
店・企業
- コーナン JR今宮駅前店
- 田端太鼓工芸
- ネッツトヨタ大阪 本社営業店

### 事業所
2016年（平成28年）現在の経済センサス調査による事業所数と従業員数は以下の通りである。
| 丁目         | 事業所数 | 従業員数 |
| ------------ | -------- | -------- |
| 浪速東一丁目 | 18事業所 | 123人    |
| 浪速東二丁目 | 13事業所 | 27人     |
| 浪速東三丁目 | 15事業所 | 136人    |
| 計           | 46事業所 | 286人    |

## 施設
- 大阪市立栄小学校
- 浪速警察署 浪速町交番
- 大阪市消防局 浪速消防署 浪速出張所

かつて存在した病院
- 芦原病院

## 交通

### 鉄道
- 西日本旅客鉄道
 大阪環状線 芦原橋駅

### 道路
- 大阪府道29号大阪臨海線
- 大阪府道41号大阪伊丹線

## 名所・旧跡
- 「西濱水平社発祥の地」の碑（浪速区浪速東3丁目3番） - 1983年、西濱水平社60周年を記念して、本部が置かれていた栄町4丁目（現在の浪速東3丁目の公園の一角）に平和・人権の確立とあらゆる差別撤廃の誓いを新たにする顕彰碑が部落解放同盟浪速支部により設置される[6]。表側には上杉佐一郎の名前も刻印されている。
- 太鼓屋又兵衛屋敷跡（浪速東3丁目） - 浪速玉姫公園は「太鼓屋又兵衛」の屋敷があった場所である[13]。

## その他

### 日本郵便
- 〒556-0025[3]（集配局：浪速郵便局[14]）

## 出身・ゆかりのある人物
- 岩田又兵衛（資産家[15]、皮革商、太鼓製造業）